# Hasenburg (Eichsfeld)

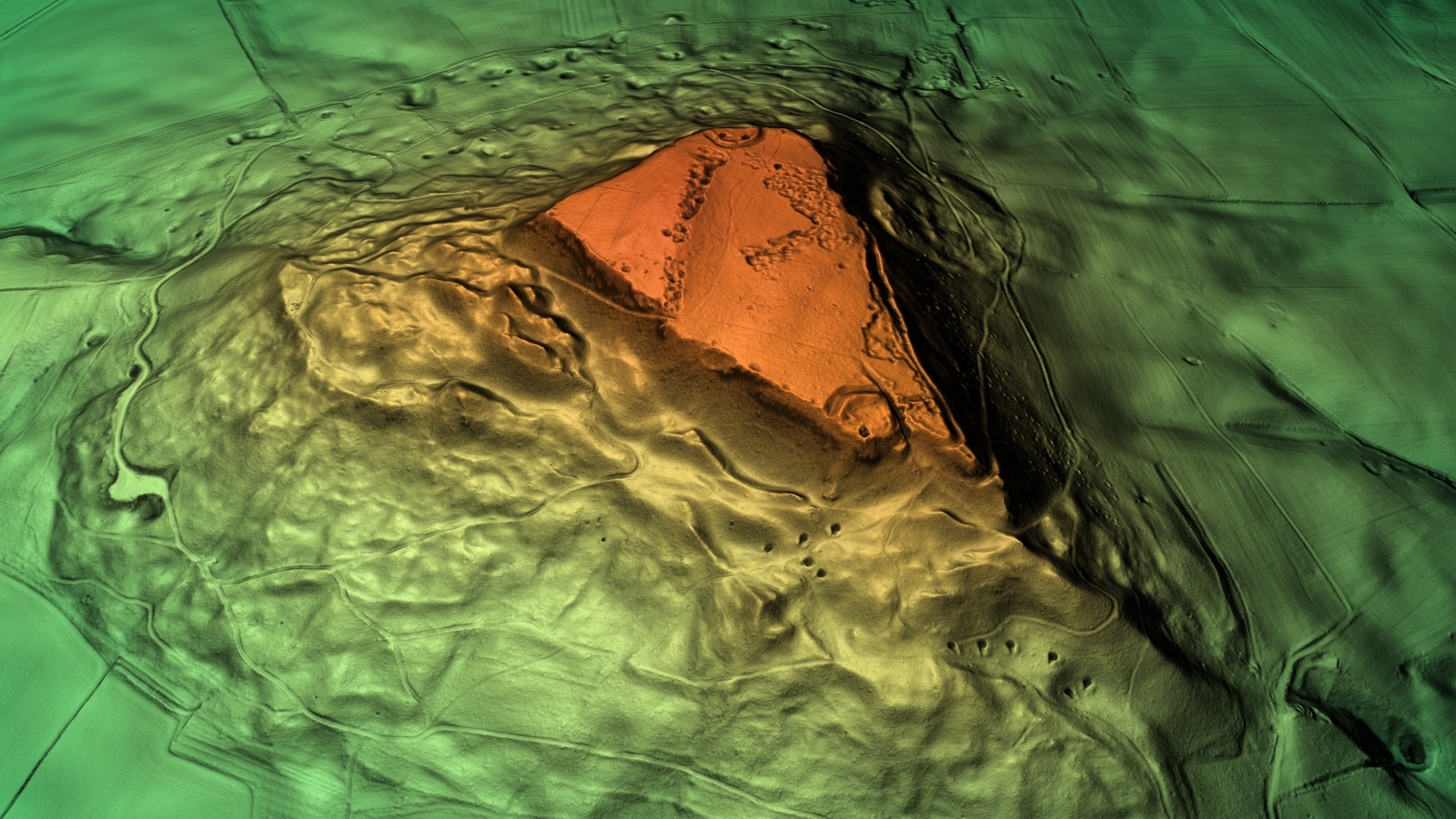
3D-Ansicht des digitalen Geländemodells

Die Hasenburg, auch Asenberg oder Asenburg genannt, war eine bedeutende Reichsburg auf dem gleichnamigen Berg im östlichen Landkreis Eichsfeld in Thüringen.

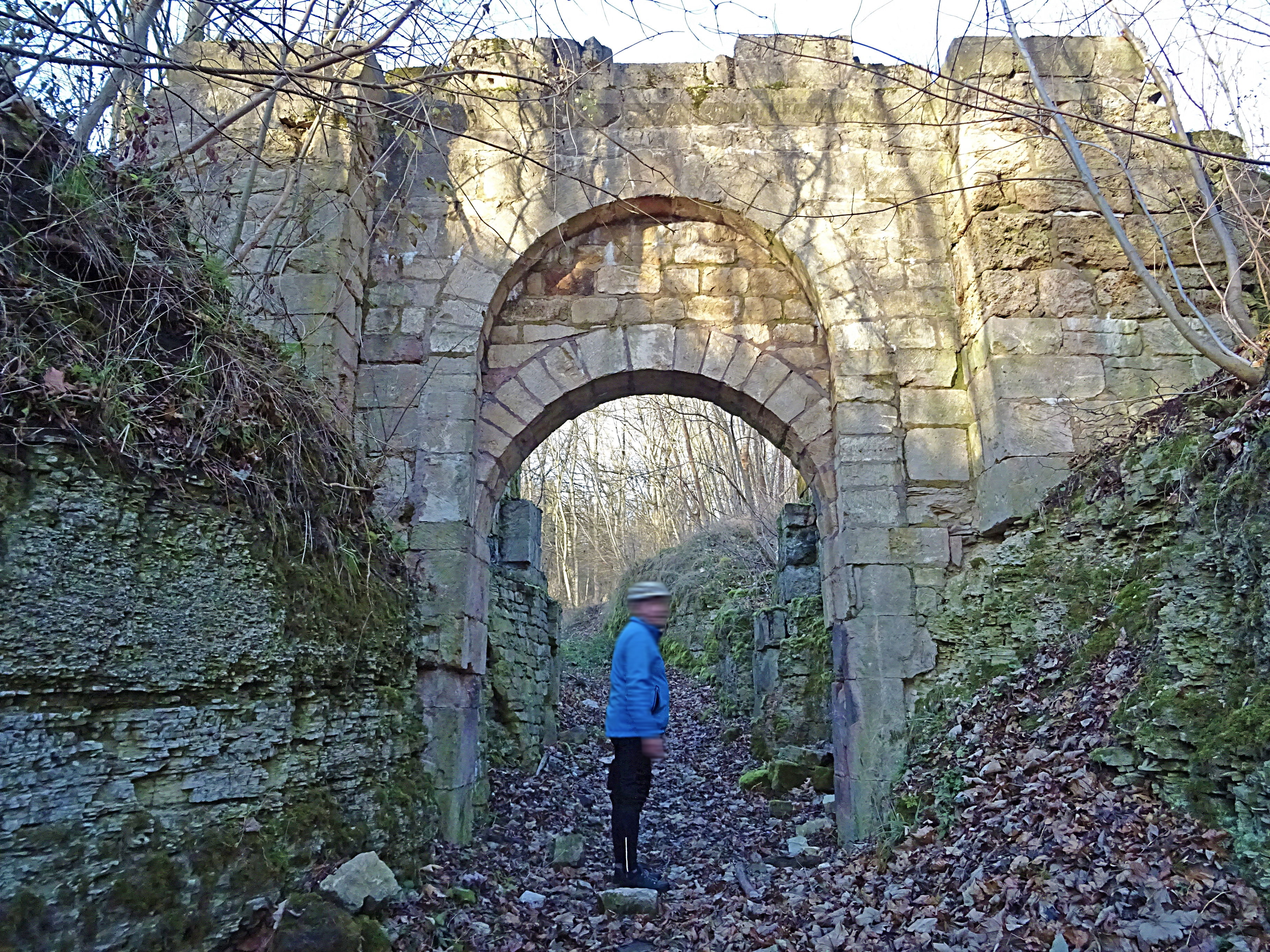
Burgtor der Hasenburg

## Geographie
Die Höhenburg liegt auf einem 487,4 m ü. NHN hohen Zeugenberg am Nordrand der Bleicheröder Berge, etwa 9 km (Luftlinie) ostnordöstlich von Worbis. Unmittelbar angrenzende Ortschaften sind Wallrode im Norden, Kraja (bereits im Landkreis Nordhausen) im Osten, Buhla im Süden und Haynrode im Westen. Der Krajaer Bach trennt die südlich gelegenen Bleicheröder Berge am Ziegenrück (460,8 m), den Hubenberg (453,1 m) und die Haarburg (453,1 m) vom isolierten Berggipfel.

## Beschreibung
Das in etwa dreieckige Bergplateau wird durch hochmittelalterliche Befestigungsreste der Reichsburg Heinrich IV. als Festungsanlage angesprochen. Die an diesem exponierten Platz konzipierte Anlage war bereits durch Steilhänge natürlich gesichert, in Ergänzung wurde dazu ein System aus Wällen und Gräben angelegt, der einzige Zugang erfolgte von Süden. Im Zugangsbereich wurde ein Kammertor von 6 × 2 m Ausdehnung freigelegt. Die Reichsburg konzentrierte sich auf den südlichen Teil des Berges, die ebenfalls von einer Befestigungsanlage eingefasste nördlich anschließende Fläche war dagegen mit Wohn- und Versorgungsbauten (teilweise schon mit Steinfundamenten) bestanden, die ebenfalls als Burg angesprochen werden können. Datierung: Die ergrabenen Befunde wurden als jene mit dem Sachsenkrieg überlieferte Burg gedeutet. Die Hasenburg hat viel zum Verständnis des hochmittelalterlich Festungsbaues beigetragen.

## Geschichte

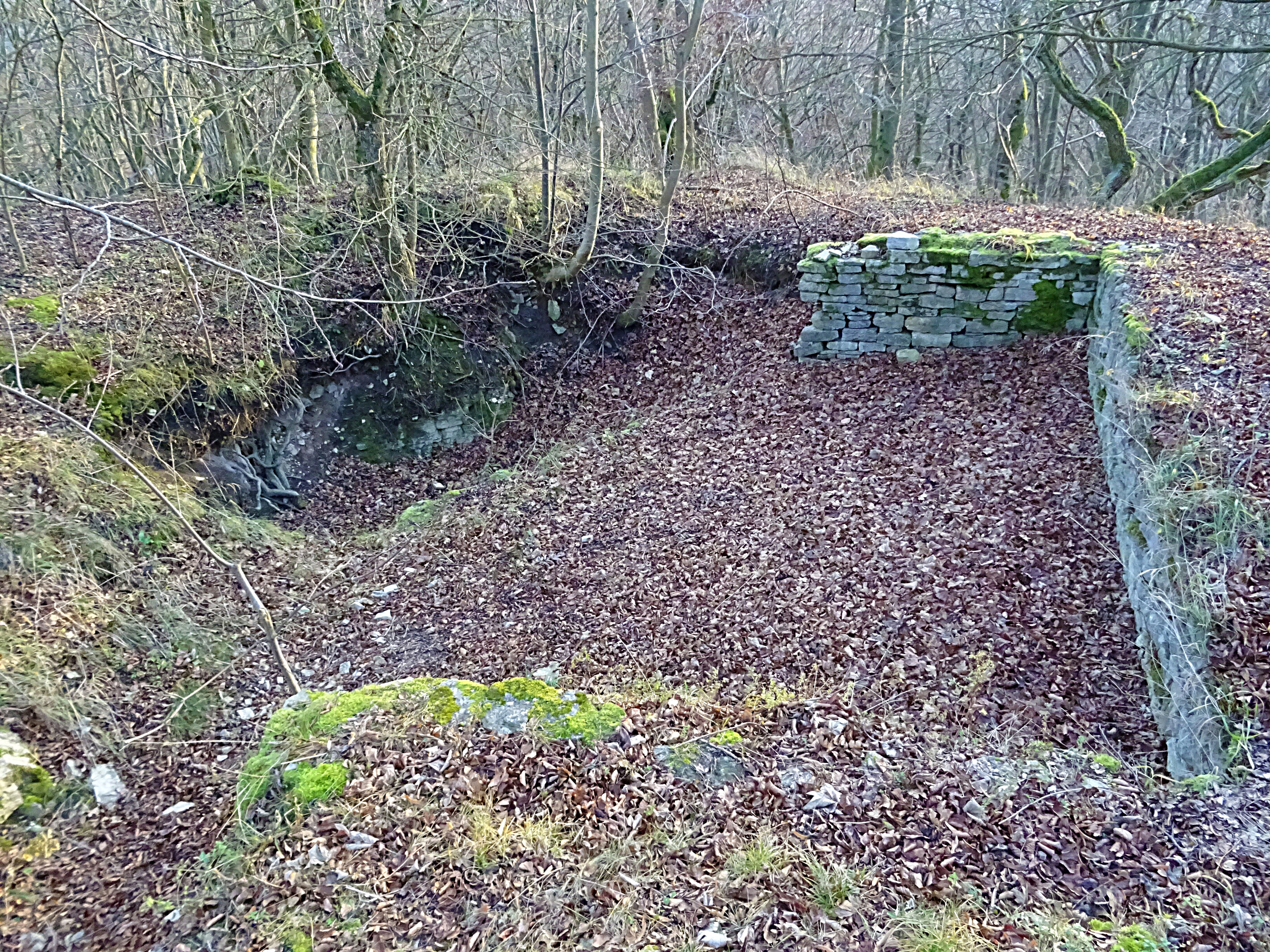
Reste vom Haus des Verwalters

Die archäologische Erforschung der Hasenburg begann bereits in den 1960er Jahren. Im Zuge der Ausgrabungen wurden zahlreiche Funde geborgen, die den Platz als seit der Steinzeit vor über 4000 Jahren kontinuierlich besiedelte und bereits befestigte Höhensiedlung seit der Hallstattzeit ausweisen, die immer wieder von nachfolgenden Siedlern für sich in Anspruch genommen wurde. Auch die Randbereiche im Tal und die Hänge der Burg wiesen zahlreiche Fundplätze auf. Die bereits im Spätmittelalter verbreitete Überlieferung eines heidnischen Heiligtumes oder Kultplatzes auf dem Götterberg ließ dies ebenso vermuten, in der ersten schriftlichen Erwähnung des Berges um 1070/74 wird er noch Asenberg genannt, in Anlehnung an die nordischen Asengestalten.
Köhler vermutet hierbei die Entstehung der zahlreichen Höhensiedlungen als Folge innerer Kämpfe zwischen Nachbarn, weniger als ein Indiz für den kriegerischen Konflikt benachbarter Völker.
Seit dem 7. Jahrhundert besetzten die Franken den Berg und nutzten ihn als Grenzfestung gegen die Sachsen. Die hochmittelalterlichen Funde bestätigen die in der Chronik des Lambert von Hersfeld erwähnten Kämpfe König Heinrich IV. im Sachsenkrieg mit den aufständischen Thüringern und Sachsen. Die Hasenburg diente hierbei als Reichsburg in einem System von Befestigungsanlagen zur Sicherung des Krongutes um den Harz und zur Stärkung der Zentralgewalt. Da die Burg von den Aufständischen wegen ihrer Lage auf dem steilen Gipfel und der Befestigungen nicht erobert werden konnte, wurde sie belagert und zur Aufgabe gezwungen. Zum Zwecke der Belagerung war auf einem benachbarten Berggipfel die Harburg errichtet worden. Der Zeitpunkt der Zerstörung der Burg lässt sich aus der Befundlage auf das Jahr 1074 eingrenzen.
Nach der Zerstörung der Burg durch einen Großbrand (die Mehrzahl der Bauwerke bestand aus Holz und Fachwerk) wurde die Burg noch bis in das 13. Jahrhundert belegt, was auf einen teilweisen Wiederaufbau hindeutet. In diesem Zusammenhang wurde die Burg 1075 nochmals als castellum Asenberg erwähnt. Auch in späterer Zeit nutzten die Einwohner den Ort noch als Fluchtburg bei Überfällen. Im 16. Jahrhundert ist die Gegend der Hasenburg im Besitz der Grafen von Hohnstein. Diese belehnten die Herren von Bültzingslöwen auch mit der Hasenburg und all ihren Zubehörungen und Gerechtigkeiten, wie sie vorher bereits die Herren von Asla und Osterode innehatten.

## Besatzung der Burg
Größere Bedeutung hatte die Burg letztmalig als königliche Reichsburg der Salierdynastie im 11. Jahrhundert. Diese setzten Dienstleute und Ministeriale zum Schutz der Burg und des Umlandes ein. Ob es sich dabei um regionale oder landfremde aus Schwaben stammende Burgleute handelte, ist nicht bekannt. Vermutlich benannten sie sich auch nach dem Asenberg (auch Asenburg), waren aber nicht stammesverwandt mit dem Adelsgeschlecht von Asseburg oder Hasenburg. Nach dem Ende des Sachsenkrieges und dem Machtverlust der staufischen Könige um 1100 blieb die Burg noch eine Zeit lang bewohnt. Im Jahr 1139 wurden ein Graf Heinrich von Asleburc und 1154 ein Burchadus de Asseburg in Mainzer Urkunden als Zeugen genannt.
Danach verließen sie die Burganlage und siedelten auf ihren Gütern am Fuße des Berges. Ab dem 13. Jahrhundert nennen sie sich nach den Dörfern und Gütern Bodungen, Bula, Craja, Ascherode, Wallrode und Asla. Die von Bodungen bildeten eine bedeutende Adelsfamilie zunächst in Großbodungen und später in Martinfeld im Eichsfeld. Ob im 14. und 15. Jahrhundert die Herren von Osterode auf der Burg als Raubritter saßen, ist nicht belegt.

## Archäologie
Von der 1070 durch König Heinrich IV. errichteten Reichsburg stammt die Platte einer Gürtelschnalle aus Bronze, die ins 11. Jahrhundert datiert wird. Die zwei blau und rot emaillierten Löwenköpfe auf der Platte bezeugen die Qualität mittelalterlichen Kunsthandwerks. Bodenstrukturen und Mauerreste lassen drei Burgteile auf dem Plateau erkennen. Zwei unmittelbar am südlichen Burgzugang mit dem rekonstruierten Kammertor und eine Grabenanlagen am nördlichen Berggebiet.

## Heutige Nutzung
Die Burgstelle ist ein geschütztes Bodendenkmal. Das betreffende Gelände wird land- und forstwirtschaftlich genutzt und ist für Besucher frei zugänglich.